# Ardaburius
Ardaburius var en östromersk fältherre. Han var far till Aspar.
Ardaburius vann 421 åtskilliga segrar över perserna. 424 skickades han mot usurpatorn Johannes men tillfångatogs och hölls fången i Ravenna. Han lyckades dock spala denna stad i sonen Aspars händer och därmed få ett slut på Johannes välde.